# 杭州市萧山区融媒体中心
杭州市蕭山區融媒體中心，又稱杭州市萧山广播电视台，是中华人民共和国浙江省杭州市下辖的萧山区的广播电视台，1987年7月正式挂牌成立，萧山广播电视台旗下有调频广播、有线广播、萧山电视台三大媒体平台。覆盖萧山全区及周边的杭州、余杭、富阳、海宁、桐乡、海盐、德清、绍兴、诸暨等十多个县市，是浙江省县市级台中首家实行自动播出的电视台。1998年各镇乡已全部实现光缆联网，有线电视进入了城乡的千家万户。
萧山广播事业创建于1955年3月。经过半个世纪的创业和建设，萧山广播除了拥有24万只有线广播喇叭、保持有线广播的传统优势外，调频广播也从无到有，逐步壮大。目前，调频电台全天播音16个小时，常年听众达300万。
萧山电视事业创建于1987年7月。目前，拥有有线电视用户26万户，传送39套电视节目，已实现了摄录编播设备的数字化。

## 台标
2008年1月1日，萧山广播电视台启用以“钱塘之星、时代e潮”为创意主题的台标。台标以“萧山”二字汉语拼音的第一个字母“X”“S”变形而来。

## 组织结构
- 三办：办公室、人事办、总编办
- 七中心：新闻中心、广播中心、电视中心、广告经营中心、技术中心、新媒体中心、节目中心

## 媒体平台

### 调频广播
已实现18小时直播，有《早安萧山》、《城市零距离》、《一路听天下》、《生活进行时》、《快乐回家》、《温情港湾》等节目。

### 有线广播
广播喇叭总量达到26.8万只，满足广大农村群众和中老年听众需要，每年区级有线广播节目播出时间达到3000多小时。

### 电视
拥有《萧山新闻》、《热线188》、《生活360°》、《天天看萧山》四档日播节目，其他节目有《萧山党建》、《萧山法治》、《萧山气象》、《以案说法》、《我爱看电影》、《故事汇》等。

### 湘湖网（网络电视台）
湘湖网已获得全国同级台中的首张网络视频许可证。

### 《湘湖视听》
双月刊时尚文化生活杂志。

### 手机电视台
智能终端公共服务平台。萧山手机电视台可以直播二十多套电视节目，点播本台的节目及其他网络视频。